# Emílio Orciollo Netto
Emilio Orciollo Netto (São Paulo, 15 de janeiro de 1974), é um ator, produtor, diretor e apresentador brasileiro.

## Biografia
Foi apresentador do programa Globo Ciência. Em 1996 fez sua estreia em novelas como o ingênuo italiano Giuseppe em O Rei do Gado. 
Em 2000 interpretou o vilão Orlando Furacão em Marcas da Paixão, um peão mau-caráter e perturbado, manipulado pela suposta mãe Dete (Irene Ravache).
Colabora para o Movimento Humanos Direitos.
Em 2005, interpretou um personagem de grande repercussão popular, Crispim, o caipira irmão de Mirna (Fernanda Souza) na novela Alma Gêmea de Walcyr Carrasco.
Em 2016 foi protagonista do filme Por Trás do Céu.
Em 2017, no filme Real - O Plano por Trás da História interpretou o economista Gustavo Franco.
Em 2017 interpretou o vilão Taylor em Topíssima.

## Filmografia

### Televisão
| Ano  | Título                             | Personagem                               | Nota | Emissora   |
| ---- | ---------------------------------- | ---------------------------------------- | --- | ---------- |
| 2025 | A Vida de Jó                       | Issacar                                  | | Record     |
| 2024 | Arcanjo Renegado                   | Pastor Anderson                          | Temporada 3 e 4 | Globoplay  |
| 2024 | Estranho Amor                      | Sérgio Ferraz                            | | AXN        |
| 2021 | Gênesis                            | Ló                                       | | Record     |
| 2019 | Topíssima                          | Taylor O'Brien                           | | Record     |
| 2018 | O Mecanismo                        | Ricardo Bretch                           | | Netflix    |
| 2017 | Apocalipse                         | Uri Gudman[carece de fontes?]            | | RecordTV   |
| 2017 | Dois Irmãos                        | Abelardo Reinoso (jovem)                 | Fases: 1 e 2 | Rede Globo |
| 2016 | Sol Nascente                       | Damasceno Righi Salomão                  | | Rede Globo |
| 2013 | Amor à Vida                        | Murilo de Andrada Lemos Côrrea           | | Rede Globo |
| 2013 | Louco por Elas                     | Tadeu Guimarães (Tubarão)                | Episódio: "Mãe de Giovana vem da Itália para encontrar a filha" | Rede Globo |
| 2012 | Gabriela                           | Príncipe Sandra                          | | Rede Globo |
| 2010 | Araguaia                           | Neca Tenório                             | | Rede Globo |
| 2009 | Força-Tarefa                       | Delegado Araújo                          | Episódio: "Fogo Cerrado" | Rede Globo |
| 2008 | Casos e Acasos                     | Amadeu Carvalho / Edu / Carlinhos / Fred | Episódio: "O Presente, a Sociedade e a Tentação" Episódio: "Quem mandou o Bombom?" Episódio: "As Testemunhas, o Hóspede e os Amantes" Episódio: "O Papai Noel, a Perna Quebrada e o Presépio" | Rede Globo |
| 2007 | Desejo Proibido                    | Argemiro Borges Patápio                  | | Rede Globo |
| 2007 | Amazônia, de Galvez a Chico Mendes | Bento Maranhão Feijó (adulto)            | | Rede Globo |
| 2005 | Alma Gêmea                         | Crispim dos Santos                       | | Rede Globo |
| 2004 | Um Só Coração                      | Cassiano Gabus Mendes                    | Episódios: "6–7 de janeiro" | Rede Globo |
| 2003 | Kubanacan                          | Cristoban Narvaz                         | | Rede Globo |
| 2003 | Linha Direta                       | Sebastião Naves                          | Episódio: "Caso dos Irmãos Neves" | Rede Globo |
| 2002 | Esperança                          | Marcello Tranquilli                      | | Rede Globo |
| 2001 | Roda da Vida                       | Alexandre Almeida Alencar (Alex)         | | Record     |
| 2000 | Marcas da Paixão                   | Orlando Furacão                          | | Record     |
| 1999 | Chiquinha Gonzaga                  | Jorge Malta                              | | Rede Globo |
| 1998 | Malhação                           | Téo                                      | | Rede Globo |
| 1997 | Anjo Mau                           | Bruno Ribeiro Novaes                     | | Rede Globo |
| 1996 | O Rei do Gado                      | Giuseppe Berdinazzi Bisneto              | | Rede Globo |
| 1996 | Globo Ciência                      | Apresentador                             | | Rede Globo |

### No cinema
| Ano  | Título                              | Personagem                |
| ---- | ----------------------------------- | ------------------------- |
| 1999 | Mantus                              | Pã                        |
| 2003 | Acquaria                            | Gaspar                    |
| 2010 | Tropa de Elite 2                    | Valmir                    |
| 2011 | O Palhaço                           | O Homem da Bicicleta      |
| 2012 | Paraísos Artificiais                | Mouse                     |
| 2012 | E Aí... Comeu?                      | Afonsinho                 |
| 2013 | O Inventor de Sonhos                | Sargento Libório          |
| 2016 | Por Trás do Céu                     | Edivaldo                  |
| 2017 | Real - O Plano Por Trás da História | Gustavo Franco            |
| 2018 | Canastra Suja                       | Augusto                   |
| 2020 | Jovens Polacas                      | Ricardo                   |
| 2023 | Ângela                              | Moreau                    |
| 2024 | Meninas Não Choram                  | Sérgio Dias               |
| 2024 | O Voo do Anjo                       | Arthur                    |
| 2025 | Mauricio de Sousa - O Filme         | Antônio Mauricio de Sousa |

## Teatro
- 2014 - Atrás da Porta (como diretor) [17]
- 2012 - Também Queria te Dizer - Pádua [18]
- 2008 - Os Difamantes
- 2006 - O Beijo no Asfalto
- 2005 - Natal na Praça
- 2004 - A Babá
- 2003 - O Cara que Dançou Comigo
- 2002 - Macário
- 1998 - O Guarani
- 1996 - Píramo e Tisbe
- 1996 - Luzes da Boemia
- 1995 - Prelúdio para Clawns e Guitarras
- 1995 - O Macaco Peludo
- 1995 - O País do Sol
- 1994 - Eu Sou Vida e Não Sou Morte
- 1992 - Viva a Palhoça (A farsa do Mestre Patelain)

## Prêmios e indicações
| Ano  | Prêmio                                 | Categoria                                  | Trabalho                           | Resultado |
| ---- | -------------------------------------- | ------------------------------------------ | ---------------------------------- | --------- |
| 1989 | Festival de Teatro Amador Inter-Clubes | Ator Revelação                             | Teatro Amador                      | Venceu    |
| 1997 | Prêmio TV Press                        | Ator Revelação                             | Anjo Mau                           | Venceu    |
| 2002 | Prêmio Top of Business                 | Homenagem                                  | Esperança                          | Venceu    |
| 2003 | Prêmio Contigo! de TV                  | Melhor Ator Coadjuvante                    | Esperança                          | Indicado  |
| 2003 | Prêmio Master                          | Destaque no Ano                            | Esperança                          | Venceu    |
| 2003 | Prêmio Austregésilo de Athayde         | Melhor Ator Revelação                      | Esperança                          | Venceu    |
| 2006 | Prêmio Qualidade Brasil                | Melhor Ator Coadjuvante de Teledramaturgia | Alma Gêmea                         | Indicado  |
| 2006 | Prêmio Comigo Ninguém Pode             | Comédia                                    | Alma Gêmea                         | Venceu    |
| 2006 | Prêmio Top of Business                 | Homenagem                                  | Alma Gêmea                         | Venceu    |
| 2007 | Prêmio Qualidade Brasil                | Melhor Ator Teatral Comédia                | A Graça da Vida                    | Indicado  |
| 2007 | Prêmio Qualidade Brasil                | Melhor Ator Coadjuvante de Teledramaturgia | Amazônia, de Galvez a Chico Mendes | Indicado  |
| 2009 | Prêmio Arte Qualidade Brasil           | Melhor Ator Teatral Comédia                | Os Difamantes                      | Indicado  |
| 2020 | Festival Sesc Melhores Filmes          | Melhor Ator Nacional                       | Jovens Polacas                     | Indicado  |